# Karin Bergdahl
Karin Elsbeth Bergdahl, född 6 januari 1964 i Nederkalix församling i Norrbottens län, är en svensk före detta friidrottare (spjutkastning). Hon tävlade för Kalix FI och (år 1992) Huddinge AIS. Hon utsågs år 1983 till Stor grabb/tjej nummer 333.
Vid junior-EM år 1981 vann hon bronsmedalj.